# Simon Garrouteigt

a Compétitions nationales et continentales officielles uniquement.

Dernière mise à jour le 21 mai 2025.
Simon Garrouteigt, né le 7 mai 1996 à Dax, est un joueur français de rugby à XV évoluant au poste de demi de mêlée.

## Biographie
Après avoir joué au tennis, Simon Garrouteigt commence la pratique du rugby à XV au sein de l'Union sportive dacquoise dès l'âge de 8 ans, en catégorie mini-poussin,. Pendant ses années avec les équipes de jeunes dacquois, il se distingue entre autres dans le cadre de l'édition 2010 de l'Orange Rugby Challenge, compétition destinée aux minimes et organisée par la Fédération française de rugby, durant laquelle il remporte le tournoi régional Côte basque Landes,. Entre-temps, il évolue pendant une saison sous tutorat avec l'AS Soustons voisine.
Il intègre le centre de formation landais à partir de la saison 2015-2016,. En parallèle, il poursuit ses études à Bordeaux en licence STAPS, option éducation motricité ; plus tard, il continue en vue de décrocher un diplôme de master de recherche en intervention et inclusion.
Dès sa deuxième saison au centre de formation, Garrouteigt joue son premier match professionnel en clôture de la saison 2016-2017, le 7 mai sur le terrain du Stade aurillacois. Malgré la relégation de l'US Dax en Fédérale 1, il prolonge à l'intersaison 2018 sa convention de formation pour une année supplémentaire,. En fin de saison, il remporte le titre de champion de France universitaire de rugby à sept avec la faculté de Bordeaux.
À l'issue de sa première saison en Fédérale 1, il signe un contrat fédéral senior, prolongeant pour une année supplémentaire plus une optionnelle. 
En marge de la Coupe du monde 2019 jouée au Japon, il est libéré le temps de participer au tournoi universitaire mondial de Waseda, représentant la France sous les couleurs de l'université de Bordeaux. Alors qu'il occupe le rôle de capitaine de la sélection, les « Français » finissent à la deuxième place, s'inclinant en finale contre les « Sud-Africains » du Cap,,.
Alors que l'US Dax s'apprête à disputer l'édition inaugurale de la nouvelle division Nationale, Garrouteigt prolonge son contrat pour cette saison 2020-2021,. Il signe à nouveau pour la saison 2021-2022, puis la suivante. Après une saison 2022-2023 conclue par une montée en Pro D2, prenant part à la finale concédée contre le Valence Romans DR, son contrat est renouvelé pour deux années supplémentaires. Après une première année en deuxième division professionnelle, sa saison 2024-2025 prend fin prématurément à l'automne en raison d'une rupture partielle de ligament croisé.
Avant le terme de celle-ci, son contrat n'est pas renouvelé ; il reste dans les Landes et s'engage avec l'AS Soustons tout juste promue en Fédérale 1.

## Palmarès
- Championnat de France de Nationale :
  - Vice-champion : 2023 avec l'US Dax.